# 大毕尔巴鄂

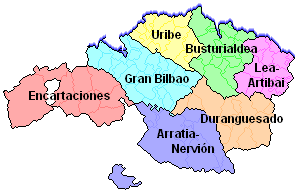
大毕尔巴鄂（浅蓝色)

大毕尔巴鄂（西班牙語：Gran Bilbao）是西班牙巴斯克自治区比斯开省的七个县之一。大毕尔巴鄂的首府是毕尔巴鄂。大毕尔巴鄂位于毕尔巴鄂河口，是西班牙人口第六多的都会区。